# Villa handfordi
Villa handfordi är en tvåvingeart som beskrevs av Charles Howard Curran 1935. Villa handfordi ingår i släktet Villa och familjen svävflugor.
Artens utbredningsområde är Manitoba. Inga underarter finns listade i Catalogue of Life.